# Cross Creek Township (Ohio)
Cross Creek Township ist ein US-amerikanischer Township in Jefferson County, Ohio. Das U.S. Census Bureau hat bei der Volkszählung 2020 eine Einwohnerzahl von 7870 ermittelt.

## Geographie
Umgeben wird der Cross Creek Township von Wintersville im Norden, von Mingo Junction im Osten, von New Alexandria im Süden und von Bloomingdale im Westen.

## Persönlichkeiten

### Geboren im Cross Creek Township
- William Harvey Gibson (1821–1894), Jurist, Offizier und Politiker

### Verbunden mit dem Cross Creek Township
- Benjamin Hough (1773–1819), Politiker, lebte und führte 1802 Vermessungsarbeiten im heutigen Cross Creek Township durch